# Wickie The Battle
Wickie The Battle is een splash battle van attractiebouwer MACK Rides in het Belgische attractiepark Plopsaland Belgium. De attractie opende op 1 juli 2013.

## Technische gegevens
De bezoekers dienen plaats te nemen in een drakkar. Deze legt een afstand van 155 meter af. Inzittenden kunnen tijdens de rit anderen in en om de attractie met een waterkanon nat maken. Ook kan men op verschillende doelwitten spuiten waardoor er speciale effecten geactiveerd worden. Er zijn 6 drakkars, die elk plaats bieden aan 8 personen. De capaciteit van de attractie ligt rond de 500 personen per uur. De minimumlengte bedraagt 85 centimeter. Men dient tot 1 meter 20 begeleid te worden door een persoon van minstens 15 jaar.

## Thematisatie
De attractie staat in de Wickie de Viking-zone. Naast deze attractie telt de zone nog twee attracties (De Grote Golf en Wickie's Wervelwind), twee restaurants en een winkel. In totaal kostte de zone het park zo'n 5,5 miljoen euro.

## Trivia
- In Majaland Kownaty en Holiday Park bouwde Plopsa, op enkele details na, gespiegelde kopieën van Wickie The Battle.

Afbeeldingen